# Fokker D.VII
Die Fokker D.VII war ein Jagdflugzeug der Fokker Flugzeugwerke, das von der deutschen Fliegertruppe während des Ersten Weltkrieges eingesetzt wurde. Die Konstruktion der Fokker Flugzeugwerke in Schwerin galt als das beste Jagdflugzeug seiner Zeit. Die ausgezeichnete Steuerfähigkeit auch in großen Höhen und seine stabile Struktur – beides war 15 Jahre nach den Gebrüdern Wright keine Selbstverständlichkeit – stellte einen Großteil der alliierten wie auch der eigenen Maschinen in den Schatten. Die Alliierten hielten die Fokker D.VII für so bedeutend, dass sie unter Punkt vier des Waffenstillstands, der Waffenübergaben inklusive der Flugzeuge regelt, ausdrücklich die sofortige Übergabe aller „D 7’S“ als einzigem namentlich genannten Typ zur Bedingung machten.

## Entwicklung
Spät im Jahr 1917 hatten die Luftstreitkräfte der Entente mit ihren neuen SPAD S.XIII- und S.E.5-Jägern die Luftüberlegenheit über der Westfront errungen. Die deutsche Seite schrieb daraufhin einen Wettbewerb für einen neuen leistungsstarken Kampfeinsitzer aus. Ende Januar 1918 wurde ein Vergleichsfliegen in Berlin-Adlershof abgehalten. An diesem Wettbewerb nahmen 23 neue Flugzeuge teil, dazu kamen noch vier, die außerhalb der Wertung flogen.
Sieger des Vergleichsfliegens wurde der Prototyp V.18 von Fokker, der von Reinhold Platz, dem Chefkonstrukteur der Fokker-Werke, konstruiert worden war. Antony Fokker selbst hatte die Maschine eingeflogen und bis unmittelbar vor dem Wettbewerb Detailänderungen vorgenommen. In der Serienfertigung wurde die Maschine als Fokker D.VII bezeichnet. Manfred von Richthofen, der Kommandeur des JG I, war einer der Piloten, der die Maschine beim Vergleichsfliegen geflogen und empfohlen hatte. (Richthofen kam in einem Dreidecker Fokker Dr.I ums Leben, bevor die D.VII zum Fronteinsatz kam.)
Zunächst wurden 400 Maschinen bestellt, und da Fokker die Produktion nicht alleine in der geforderten Zeit bewältigen konnte, produzierte auf Anweisung des Inspekteurs der Flieger (IdFlieg) der Konkurrent Albatros die Maschine in Lizenz, darunter auch ein bei den Albatros-Flugzeugwerken in Johannisthal gefertigtes Exemplar (Fok. D.VII (Alb.) 541/18) mit Holzrumpf statt des üblichen Rumpfes aus geschweißten Stahlrohren.
Insgesamt sollen etwa 3200 D.VII gefertigt worden sein – davon 1000 bei Fokker in Schwerin und zusammen 2200 bei den Albatros Flugzeugwerken in Berlin-Johannisthal und den Ostdeutschen Albatros-Werken (O.A.W.) in Schneidemühl.

## Konstruktion
Die Hauptinnovation der D.VII waren im Gegensatz zu den meisten Vergleichstypen ihre verspannungsfreien, freitragenden Tragflächen. Sie waren aus Holz gefertigt, mit Stoff bespannt und gegen Flügelverdrehungen erstmalig mit N-förmigen Zellenstreben gegeneinander abgestrebt. Die Tragflächen brachten sehr gute aerodynamische Leistungen mit sich und senkten nebenbei deutlich den Wartungsaufwand, was die Maschine bei den Mechanikern beliebt machte.
Ansonsten war das Flugzeug konventionell aufgebaut – ein Doppeldecker mit starrem Fahrwerk, einem wassergekühlten Motor und zwei synchronisierten Maschinengewehren MG 08/15. Unter der Stoffbespannung des Rumpfes steckte wie bei früheren Fokker-Konstruktionen ein stabiler, geschweißter Stahlrohrrahmen. Seiten- und Höhenleitwerk waren ebenso aus Stahlrohren aufgebaut und stoffbespannt.
Angetrieben wurde das Flugzeug von einem Mercedes-D-III- oder BMW-IIIa-Motor.
Der BMW-Höhenmotor brachte wesentlich bessere Leistungen als alle anderen im Ersten Weltkrieg eingesetzten deutschen Flugmotoren. Der BMW-Motor war ein sog. überbemessener Motor, bei dem Kurbelwelle etc. auf eine geringere Leistung ausgelegt waren als der Motor in Bodennähe erbringen konnte. Das bedeutete, dass er erst ab einer Höhe von 3200 m mit Vollgas betrieben werden durfte, hatte aber den Vorteil, in großer Flughöhe noch hohe Reserven zur Verfügung zu haben. Die Bezeichnung der Maschinen mit BMW-Motor wurde mit einem „F“ für den Motorenkonstrukteur Max Friz ergänzt, also Fokker D.VIIF. Zusammen mit dem dicken Flügelprofil hatte der BMW-Motor wesentlichen Anteil an den guten Leistungen der D.VIIF in großer Höhe.
Das Flugzeug war leicht und stabil, im Kurvenkampf äußerst wendig und bot dem Piloten sehr gute Sichtverhältnisse. Hinzu kamen generelle Flugeigenschaften, die auch für weniger versierte Flugzeugführer gut zu beherrschen waren. Damit gehört es zu den besten Jagdflugzeugen des Ersten Weltkrieges.

## Einsatz

### Erster Weltkrieg
Im April 1918 tauchten die ersten D.VII an der Westfront auf – Maschinen vom Jagdgeschwader I (JG I) – und bewährten sich hervorragend. Zuerst hatten die alliierten Piloten keinen allzu großen Respekt vor dem neuen Flugzeug, da es, gerade im Vergleich zu den eleganten Linien der Albatros-Maschinen, einen eher wenig ausgefeilten Eindruck hinterließ. Sehr bald stellten sich jedoch seine hervorragenden Kampffähigkeiten heraus, die ihm sehr schnell den Ruf eines gefürchteten Gegners verschafften.
Die Steigleistung der D.VII war derart, dass auch in großen Höhen bei langsamem Steigflug und bei extremen Manövern die Strömung an den Tragflächen erst relativ spät abriss. Besonders gefürchtet war die D.VII für ihre Fähigkeit, scheinbar „am Propeller zu hängen“ und den Gegner von unten unter Beschuss zu nehmen.
Man sagte, die D.VII sei in der Lage, aus „mittelmäßigen Piloten Asse zu machen“. Tatsächlich erzielte eine große Zahl der deutschen Spitzenpiloten ihre Abschüsse mit der D.VII, obwohl diese erst im letzten halben Kriegsjahr zum Einsatz kam. Einer der Piloten mit zahlreichen Abschüssen auf der D.VII war Ernst Udet.
Mit Fortschreiten des Jahres 1918 kamen allerdings neue alliierte Flugzeugmodelle an die Front, die stärkere Motoren hatten, was den Vorteil der D.VII relativierte. Piloten versuchten nun, eine der D.VIIF mit dem 226 PS starken BMW IIIa-Motor zu bekommen. Allerdings wurde dieses Modell nur in geringen Stückzahlen gefertigt.
Im September 1918 waren etwa 800 Fokker D.VII in 48 Jastas im Fronteinsatz. Etwa 800 D.VII und 200 D.VIIF sollen die Front vor dem Waffenstillstand erreicht haben. Acht Maschinen wurden im September 1918 der bulgarischen Flugzeugabteilung geliefert.

### Leistungsvergleich
Leistungsvergleich von Jagdeinsitzern im Fronteinsatz zum Ende des Ersten Weltkriegs:
| Name                   | Staat                  | Erstflug   | Indienststellung | Motorleistung | max. Geschwindigkeit | Startmasse | Bewaffnung (MG) | Gipfelhöhe | Stückzahl |
| ---------------------- | ---------------------- | ---------- | ---------------- | ------------- | -------------------- | ---------- | --------------- | ---------- | --------- |
| Albatros D.III         | Deutsches Reich        | 1916-08-01 | 1917-01-15       | 170 PS        | 165 km/h             | 886 kg     | 2               | 5.500 m    | 1352      |
| S.E.5a                 | Vereinigtes Königreich | 1916-11-22 | 1917-03-15       | 200 PS        | 222 km/h             | 880 kg     | 2               | 5.185 m    | 5205      |
| Sopwith Camel          | Vereinigtes Königreich | 1916-12-31 | 1917-06-15       | 130 PS        | 185 km/h             | 659 kg     | 2               | 5.791 m    | 5490      |
| Sopwith Dolphin        | Vereinigtes Königreich | 1917-03-23 | 1918-02-15       | 200 PS        | 211 km/h             | 890 kg     | 2               | 6.100 m    | 2072      |
| Albatros D.Va          | Deutsches Reich        | 1917-04-15 | 1917-07-15       | 185 PS        | 187 km/h             | 937 kg     | 2               | 6.250 m    | 2562      |
| Pfalz D.IIIa           | Deutsches Reich        | 1917-04-15 | 1917-08-15       | 180 PS        | 181 km/h             | 834 kg     | 2               | 6.000 m    | 750       |
| SPAD S.XIII            | Frankreich             | 1917-04-30 | 1917-05-31       | 220 PS        | 222 km/h             | 820 kg     | 2               | 6.650 m    | 8472      |
| Nieuport 28            | Frankreich             | 1917-06-14 | 1918-03-15       | 160 PS        | 195 km/h             | 740 kg     | 2               | 5.200 m    | 300       |
| Fokker Dr.I            | Deutsches Reich        | 1917-07-05 | 1917-09-01       | 130 PS        | 160 km/h             | 585 kg     | 2               | 6.500 m    | 420       |
| Sopwith Snipe          | Vereinigtes Königreich | 1917-10-31 | 1918-08-30       | 230 PS        | 195 km/h             | 955 kg     | 2               | 6.100 m    | 497       |
| L.F.G. Roland D.VIa    | Deutsches Reich        | 1917-11-30 | 1918-05-15       | 160 PS        | 190 km/h             | 820 kg     | 2               | 5.500 m    | 353       |
| Siemens-Schuckert D.IV | Deutsches Reich        | 1917-12-31 | 1918-08-15       | 160 PS        | 190 km/h             | 735 kg     | 2               | 8.000 m    | 123       |
| Fokker D.VII           | Deutsches Reich        | 1918-01-24 | 1918-04-15       | 180 PS        | 189 km/h             | 910 kg     | 2               | 6.000 m    | 800       |
| Fokker D.VIIF          | Deutsches Reich        | 1918-01-24 | 1918-04-15       | 226 PS        | 205 km/h             | 910 kg     | 2               | 7.000 m    | 200       |
| Pfalz D.VIII           | Deutsches Reich        | 1918-01-24 | 1918-09-15       | 160 PS        | 190 km/h             | 740 kg     | 2               | 7.500 m    | 120       |
| Pfalz D.XII            | Deutsches Reich        | 1918-03-31 | 1918-07-15       | 160 PS        | 180 km/h             | 902 kg     | 2               | 5.640 m    | 750       |
| Fokker D.VIII          | Deutsches Reich        | 1918-05-31 | 1918-07-31       | 110 PS        | 204 km/h             | 605 kg     | 2               | 6.300 m    | 289       |

### Nachkriegsverwendung

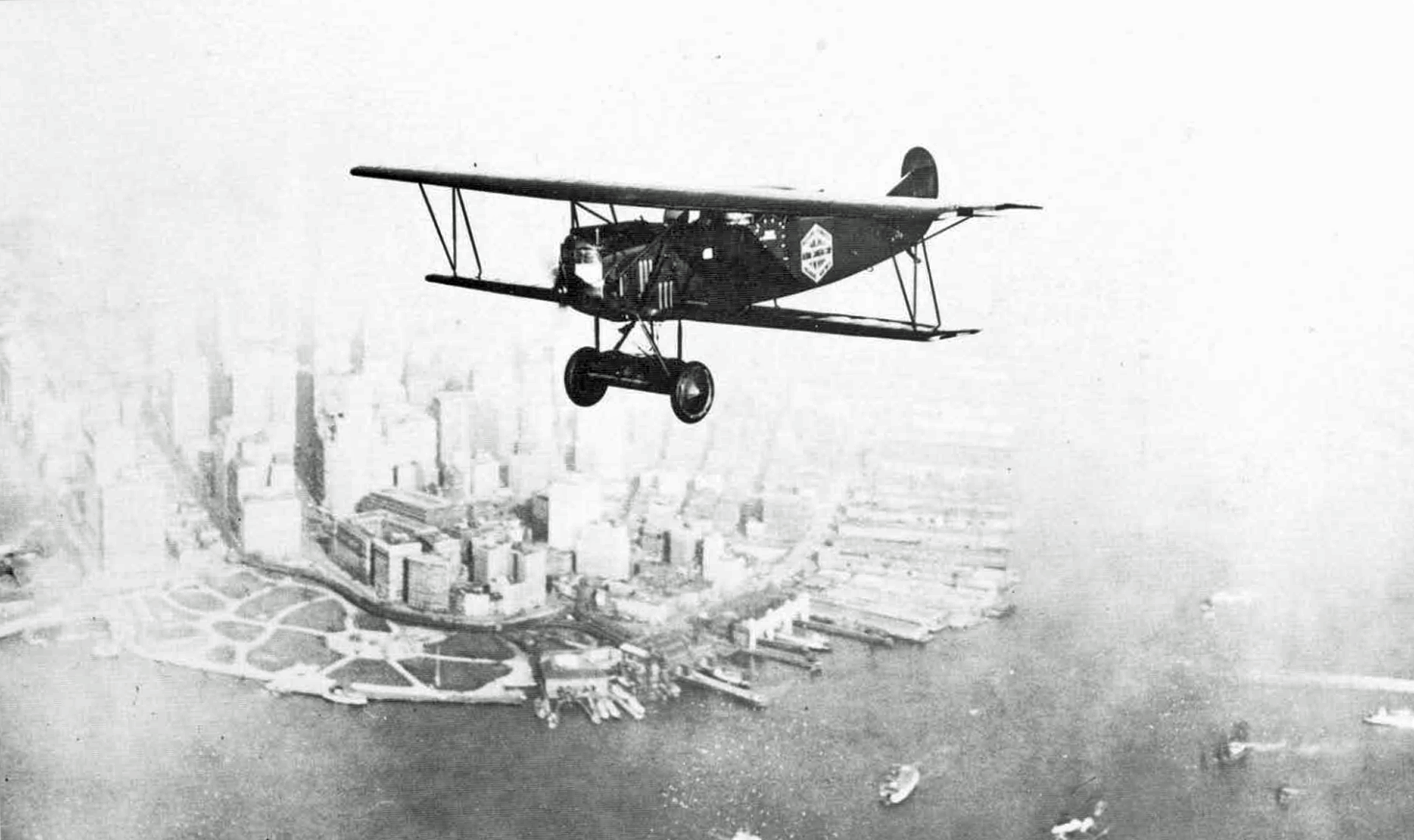
Einige D.VII dienten dem United States Army Air Service noch viele Jahre lang als Trainingsflugzeuge. (D.VII 1920 über Lower Manhattan)

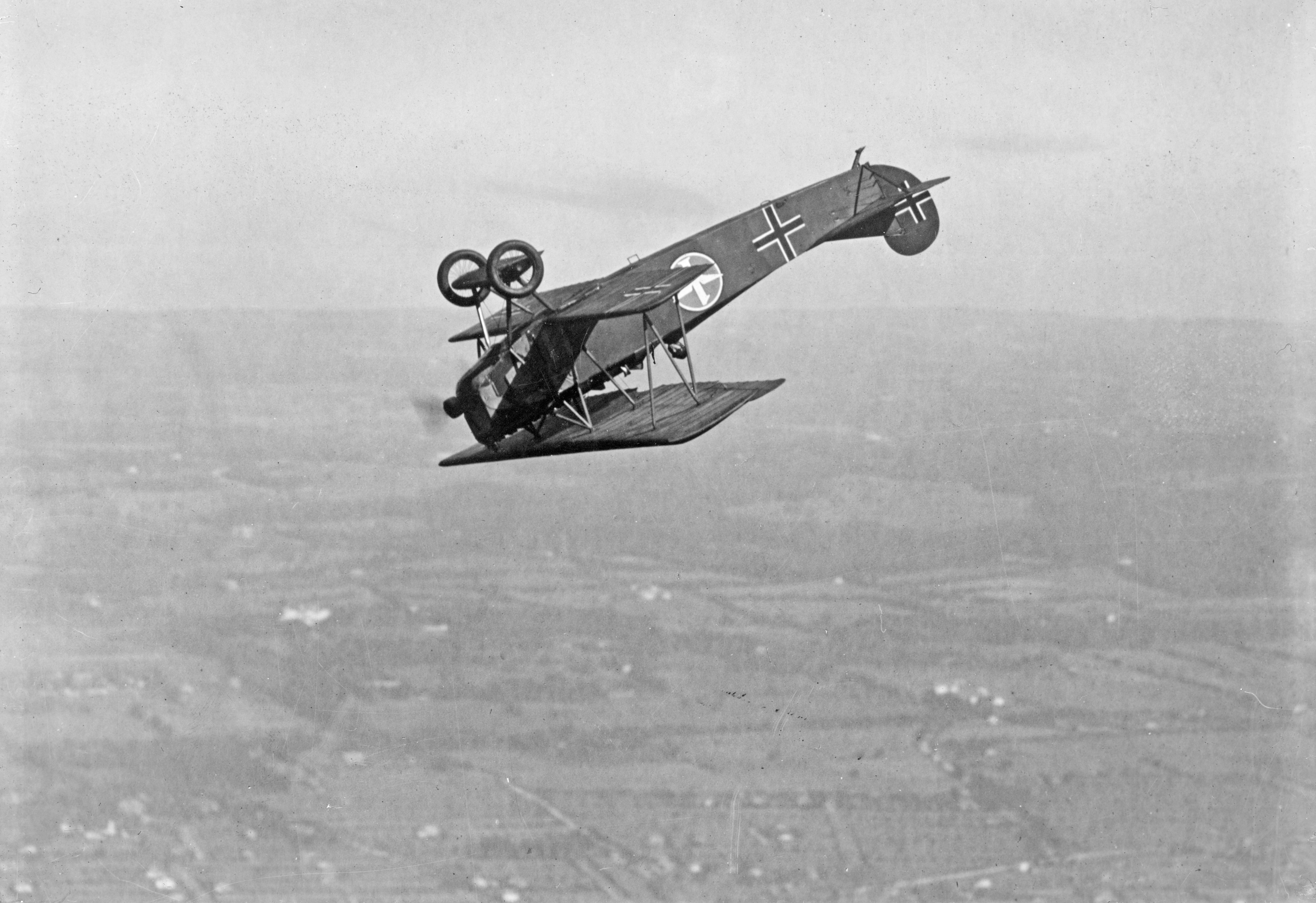
Eine Fokker D.VII mit dem Abzeichen der US Army Air Service 1st Aero Squadron „Winged 1“ im Looping (1918–19120)

Im Waffenstillstand von Compiègne ist die Fokker D.VII als einziges Flugzeug speziell erwähnt in der Bestimmung, dass 1.700 Flugzeuge – insbesondere alle „D 7’S“ (engl.: firstly, all of the D 7’S) an die Sieger auszuliefern seien – ein Beweis dafür, wie sehr es gefürchtet wurde. Die meisten Flugzeuge gingen an die USA, einige auch in die Schweiz. Viele der ausgelieferten Flugzeuge wurden vernichtet, andere dienten dem United States Army Air Service noch viele Jahre lang als Trainingsflugzeuge. Diverse Flugzeuge wurden als Private verkauft. Eines davon flog in der Schweiz als CH-46, diente einige Jahre als Nummer 631 in der Schweizer Fliegertruppe und wurde Ende 1936 von der Eidgenossenschaft der Deutschen Luftfahrtsammlung Berlin als Geschenk überreicht.
Unmittelbar nach Deutschlands Niederlage verlegte Fokker seine Geschäfte in die Niederlande. Er schleuste Teile für 120 Maschinen D.VII und C.I sowie 300–400 Motoren über die Grenze und baute dort die D.VII weiter. Das Flugzeug fand Verwendung in mehreren Luftwaffen, u. a. der Niederlande, Litauens, Polens, der Tschechoslowakei, Ungarns, Dänemarks und der USA. Die belgischen Streitkräfte nutzten Beuteflugzeuge, zu Zweisitzern umgebaut, bis 1926 als Schulflugzeuge. Die niederländischen Luftstreitkräfte flogen sie bis 1931. Noch 1928 hatte die Schweiz 10 fabrikneue Mercedes-Flugmotoren beschaffen können und ließ im Lizenzbau bei Alfred Comte in Oberrieden 8 zusätzliche Flugzeuge fertigstellen. Die damit ab 1929 insgesamt 27 Flugzeuge flogen in der Schweiz bis 1938. Sowjetrussland bzw. die Sowjetunion nutzten neben im Bürgerkrieg erbeuteten Flugzeugen noch 50 im Frühling 1922 in den Niederlanden erworbene D.VII, die von Fokker bei Kriegsende dorthin verbracht worden waren, bis 1932.

## Technische Daten

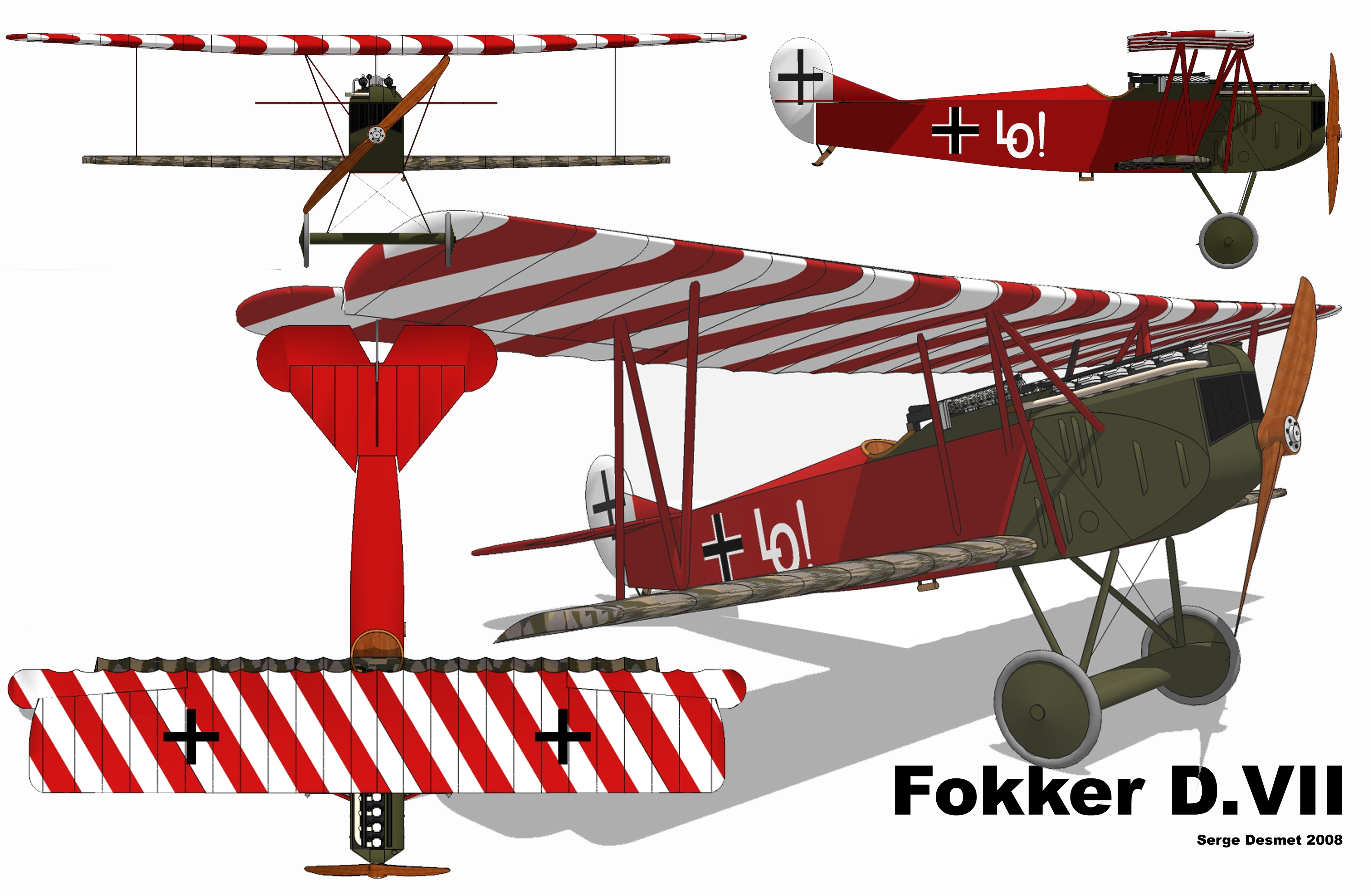
Fokker D.VII

| Kenngröße                                        | Fokker D.VII                                | Fokker D.VIIF                                     |
| ------------------------------------------------ | ------------------------------------------- | ------------------------------------------------- |
| Besatzung                                        | 1                                           | 1                                                 |
| Länge                                            | 6,95 m                                      | 6,95 m                                            |
| Spannweite                                       | 8,90 m                                      | 8,90 m                                            |
| Höhe                                             | 2,75 m                                      | 2,75 m                                            |
| Flügelfläche                                     | 20,20 m²                                    | 20,20 m²                                          |
| Leermasse                                        | 684 kg                                      | 684 kg                                            |
| Startmasse                                       | 910 kg                                      | 910 kg                                            |
| flüssigkeitsgekühlter Sechszylinder-Reihenmotor: | Mercedes D IIIa Startleistung 130 kW/180 PS | BMW IIIa (Höhenmotor) Startleistung 166 kW/226 PS |
| Höchstgeschwindigkeit                            | 189 km/h in 1000 m Höhe                     | 205 km/h in 2000 m Höhe                           |
| Steigzeit auf 1000 m                             | 5:48 min                                    | 2:24 min                                          |
| Steigzeit auf 3000 m                             |                                             | 8:12 min                                          |
| Steigzeit auf 5000 m                             | 31:30 min                                   | 15:18 min                                         |
| Gipfelhöhe                                       | 6000 m                                      | 7000 m                                            |
| Reichweite                                       | 350 km                                      | 350 km                                            |
| Flugzeit                                         | 1:30 h                                      | 1:30 h                                            |
| Bewaffnung                                       | 2 × lMG 08/15                               | 2 × lMG 08/15                                     |

## Erhaltene Flugzeuge
Sieben Fokker D.VII sind erhalten und in Museen ausgestellt:
- Deutsches Museum (Flugwerft Schleißheim) (D) – Ausgestellt ist eine zum Teil erheblich von den für die deutsche Fliegertruppe gebauten D.VII abweichende Version der niederländischen Marine.[11]
- National Air and Space Museum (NASM) in Washington, D.C. (USA)[12]
- Royal Air Force Museum in London (GB)
- Brome County Historical Society[13], Knowlton/Quebec (CDN)
- Canada Aviation and Space Museum[14] in Ottawa (CDN)
- Militair Luchtvaart Museum in Soesterberg (NL)
- Musée de l’air et de l’espace, Le Bourget (F)

Daneben existieren weitere Nachbauten der Fokker D.VII, z. B. im Militärhistorischen Museum in Berlin-Gatow.

## Bilder

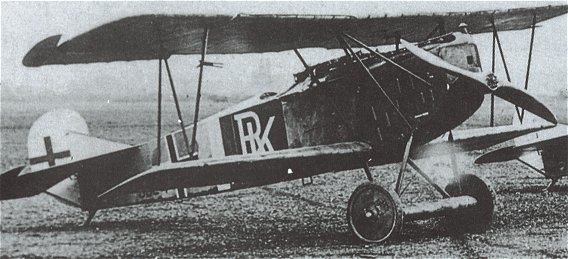
Fokker D.VII
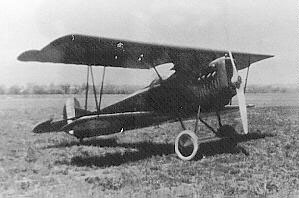
Fokker D.VII
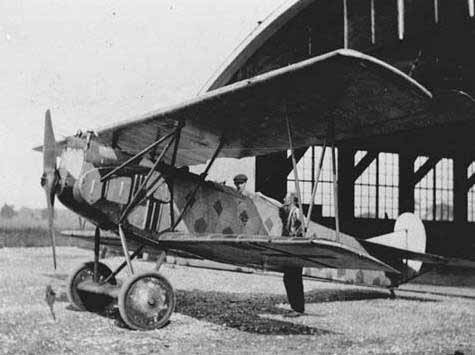
Fokker D.VII
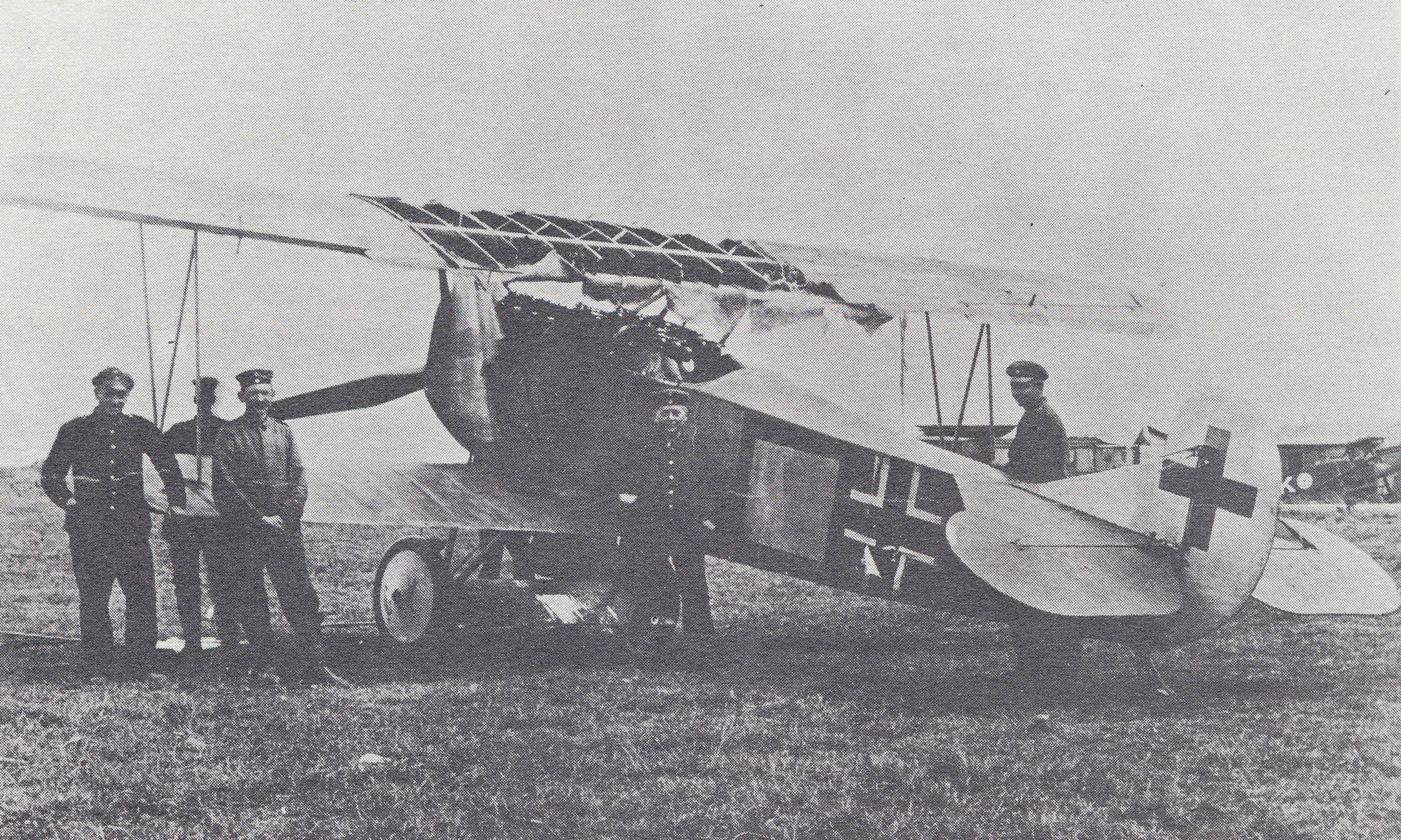
Fokker D.VII
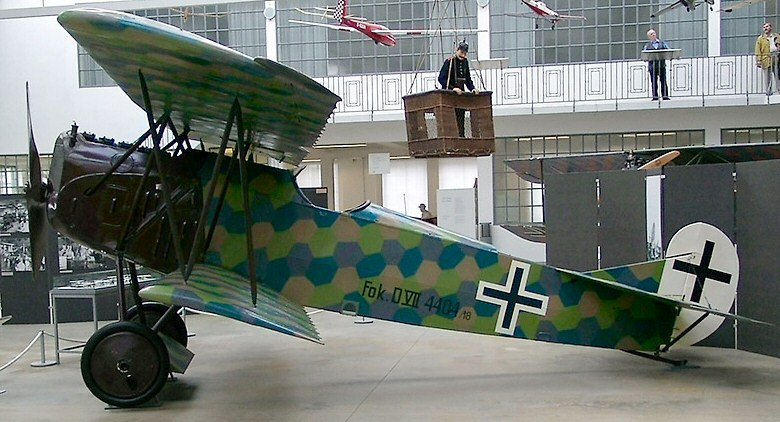
Fokker D.VII im Deutschen Museum in der Flugwerft Schleißheim
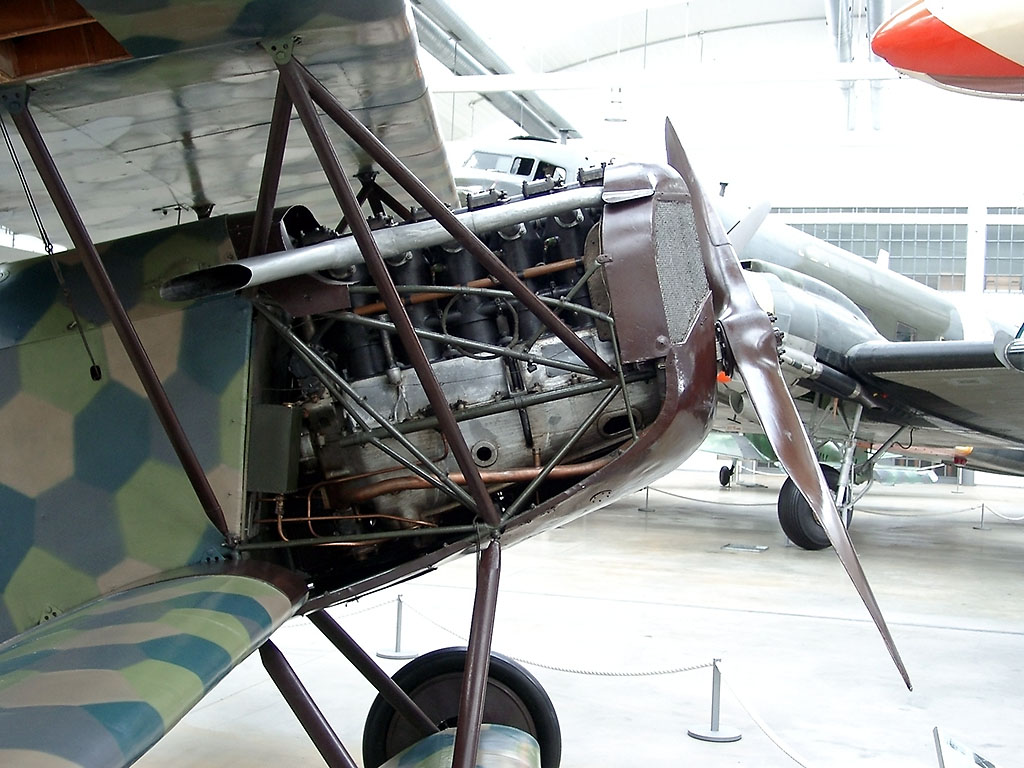
Motor Mercedes D IIIa
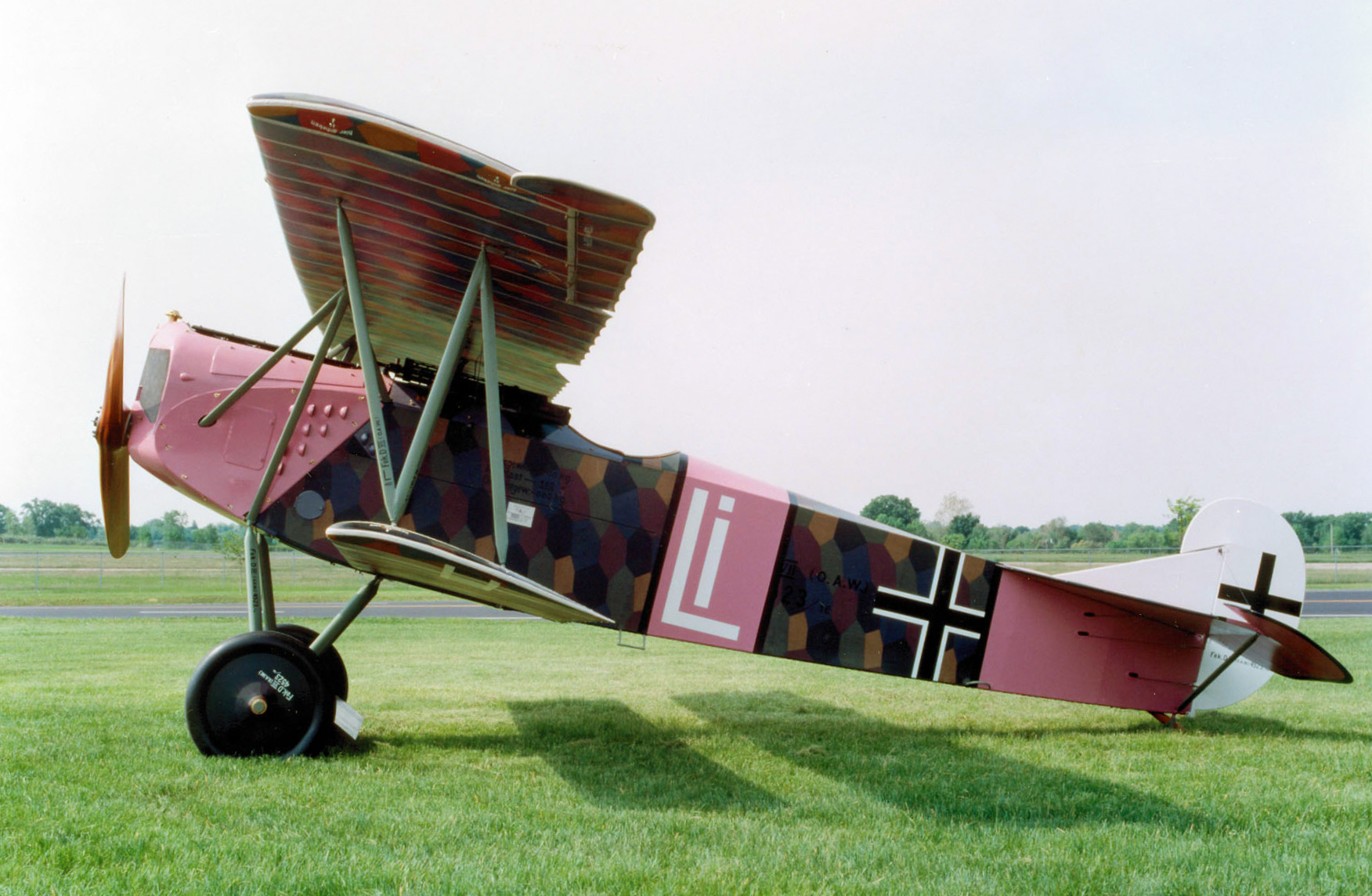
Replik einer Fokker D.VII im National Museum of the United States Air Force